# Live over Europe 2007
Ne pas confondre avec Live Over Europe du groupe Black Country Communion.
Albums de Genesis
Genesis 1983-1998
(2007) Genesis 1970-1975
(2008)
Live over Europe 2007 est le 6e album live du groupe Genesis sorti en 2007. Il est enregistré durant la tournée européenne Turn It On Again. 

## Titres

### CD 1
1. Duke's Intro (Behind the Lines/Duke's End) - 3:48 - Manchester, Angleterre
2. Turn It On Again – 4:26 - Amsterdam, Pays-Bas
3. No Son of Mine – 6:57 - Amsterdam, Pays-Bas
4. Land of Confusion – 5:11 - Helsinki, Finlande
5. In the Cage / The Cinema Show / Duke's Travels – 13:30 - Manchester, Angleterre
6. Afterglow – 4:27 - Manchester, Angleterre
7. Hold on My Heart – 5:58 - Hanovre, Allemagne
8. Home by the Sea / Second Home by the Sea – 11:58 - Düsseldorf, Allemagne & Rome, Italie
9. Follow You Follow Me – 4:19 - Paris, France
10. Firth of Fifth (extrait) – 4:39 - Manchester, Angleterre
11. I Know What I Like – 6:45 - Manchester, Angleterre

### CD 2
1. Mama – 6:57 - Francfort-sur-le-Main, Allemagne
2. Ripples… – 7:57 - Prague, République Tchèque
3. Throwing It All Away – 6:01 - Paris, France
4. Domino – 11:34 - Rome, Italie
5. Conversations with 2 Stools – 6:48 - Munich, Allemagne
6. Los Endos – 6:24 - Twickenham, Londres, Royaume-Uni
7. Tonight Tonight Tonight (extrait) – 3:49 - Rome, Italie
8. Invisible Touch – 5:35 - Rome, Italie
9. I Can't Dance – 6:11 - Munich, Allemagne
10. The Carpet Crawlers – 6:00 - Manchester, Royaume-Uni

## Musiciens
- Phil Collins : chant, batterie, tambourin
- Tony Banks : claviers, chœurs
- Mike Rutherford : basse, guitare, pédalier basse, guitare double-manche basse et 12 cordes, chœurs
- Daryl Stuermer : guitare, basse, pédalier basse, chœurs
- Chester Thompson : batterie, percussions